# Himameer
Het Himameer (Frans: Lac Hima) is een meer in Madagaskar, gelegen in de regio Menabe.